# Nichel Raney
Nichelul Raney este un catalizator format din nichel solid fin divizat, care se obține dintr-un aliaj de nichel-aluminiu. Se cunoaște o mare varietate de astfel de catalizatori, însă majoritatea au același aspect gri. Unii sunt pirofori, iar alții sunt stabili în prezența aerului. Ca și utilizări, nichelul Raney este un catalizator și reactiv adesea întâlnit în sinteza organică. A fost dezvoltat în 1926 de inginerul american Murray Raney ca și catalizator pentru hidrogenarea uleiurilor vegetale.